# Army of Thieves
Army of Thieves è un film del 2021 diretto ed interpretato da Matthias Schweighöfer.
La pellicola è il prequel/spin-off di Army of the Dead (2021), ambientato all'inizio dell'epidemia di quest'ultimo film.

## Trama
L'abile ladra Gwendoline Starr ingaggia il buffo scassinatore Sebastian Schlencht-Wöhnert per aprire tre leggendarie casseforti. Ad aiutarli anche Korina Dominguez, Brad Cage e Rolph. A fermarli il poliziotto Delacroix.

## Produzione
Le riprese del film, svolte interamente in Germania, sono iniziate nell'ottobre 2020 e terminate il 22 dicembre dello stesso anno.

## Promozione
Il primo teaser trailer del film è stato diffuso il 26 luglio 2021.

## Distribuzione
Il film è stato distribuito su Netflix a partire dal 29 ottobre 2021.